# Đekna još nije umrla, a ka' će ne znamo
Đekna još nije umrla, a ka' će ne znamo je humorna televizijska serija redatelja Živka Nikolića u produkciji ondašnje Radiotelevizije Titograd. Serija je snimana 1988. godine. Ukupno je snimljeno 12 epizoda u trajanju od oko 55 minuta.
Radnja je smještena u zabačeno crnogorsko mjesto, u kojem se prati život jedne obitelji koja najjednostavnije situacije rješava na najteži mogući način. Serija je stekla kultni status u svim zemljama bivše Jugoslavije.
Uloge tumače: Drago Malović (Radosav), Ljiljana Krstić (Joka), Veljko Mandić (Miladin), Ljiljana Kontić (Ljeposava), Arijana Čulina (Milijana), Vesna Pećanac (Jeka), Zef Bato Dedivanović (Joksim) i drugi.

## Popis epizoda
1. Pismo
2. Ćetalj
3. Dug
4. Zajam
5. Sandruga
6. Govor
7. Jeka
8. Ahtung, ahtung
9. Gosti
10. Put u Minken
11. Narodni neprijatelj
12. To kad uvati, ne pušta

## Vanjske poveznice
- Serija na stranici IMDB
- Isječak serije na Youtube-u